# Pigloo
Pigloo ist ein deutsch-französisches Musikprojekt, das sich mit dem 1980 von Ralph Siegel, Pierre Delanoë, Bernd Meinunger und Jean Paul Cara geschriebenen Song Le Papa Pingouin sehr erfolgreich in der deutschen und französischen Hitparade platzieren konnte. Mit der Originalversion trat das Duo Sophie & Magaly 1980 beim Eurovision Song Contest für Luxemburg an und belegte damit den 9. Platz.

## Hintergrund
Bei der Neuaufnahme im Jahre 2006 waren die Originalautoren nicht mehr als Produzenten beteiligt. Es wurde ein Musikvideo über einen Pinguinvater und sein Kind produziert, das so erfolgreich war, dass der Song Platz 1 der französischen Hitparade belegte und dort für 3 Wochen blieb. Insgesamt hielt sich die Single 27 Wochen in den französischen Charts.
Im Februar 2007 stieg die deutsche Version aufgrund des großen Erfolges des Musikvideos auf Super RTL (in der Sendung Toggo TV) bis auf Platz 6 in der deutschen Hitparade.
Die französische Version wird von Heidi, die deutsche von Sara und Kerstin gesungen.
Weitere Songs von Pigloo, die sich bereits in der französischen Hitparade platzieren konnten, waren die Coverversion des Plastic-Bertrand-Hits Ça plane pour moi (le twist), Le ragga des pingouins (eine Coverversion des Ententanzes) und Moi, j’aime skier! (eine Coverversion des Village-People-Songs Y.M.C.A.).
Das Markenzeichen des vom 3Dance geprägten Projektes sind ihre Musikvideos, in denen ausschließlich animierte Pinguine vorkommen.

## Diskografie

### Alben
Französisch
- 2006: La banquise
- 2007: Le Noël de Pigloo

Deutsch
- 2007: Heißzeit

### Singles
Französisch
- 2006: Le papa pingouin
- 2006: Le ragga des pingouins
- 2006: Ça plane pour moi (Le twist)
- 2007: Bizoo d’eskimo

Deutsch
- 2007: Papa Pinguin
- 2007: Der Pinguin-Rap